# Lijst van burgemeesters van Aalst (Oost-Vlaanderen)
Dit is een lijst van burgemeesters van Aalst, een gemeente in de Belgische provincie Oost-Vlaanderen.

## Lijst
| Nr.   | Burgemeester | Burgemeester                             | Ambtstermijn | Ambtstermijn | Partij | Partij            |
| ----- | ------------ | ---------------------------------------- | ------------ | ------------ | ------ | ----------------- |
| 1     |              | Charles ridder De Waepenaert             |              | Voor 1830    |        |                   |
| 2     |              | Jozef De Wolf                            | 1830         | 1833         |        | Katholieken       |
| 3     |              | Frederik Van Der Noot (1801-1883)        | 1833         | 1848         |        | Katholieken       |
| 4     |              | Guillaume De Gheest                      | 1848         | 1867         |        | Liberale Partij   |
| 5     |              | Alexander Van Langenhove                 | 1867         | 1871         |        | Liberale Partij   |
| 6     |              | Victor Van Wambeke (1813-1896)           | 1871         | 1896         |        | Katholieke Partij |
| 7     |              | Michel Gheeraerdts (1837-1922)           | 1896         | 1919         |        | Katholieke Partij |
| [ 1 ] |              | Jaak Van den Bergh                       | 1914         | 1918         |        | Katholieke Partij |
| 8     |              | Felix De Hert (1860-1925)                | 1919         | 1925         |        | Katholieke Partij |
| 9     |              | Eugeen Bosteels (1883-1925)              | 1925         | 1925         |        | Katholieke Partij |
| [ 1 ] |              | Karel Leopold Van Opdenbosch (1867-1940) | 1925         | 1925         |        | Daensist          |
| 11    |              | Romain Moyersoen (1870-1967)             | 1925         | 1932         |        | Katholieke Unie   |
| 12    |              | Alfred Nichels (1873-1949)               | 1933         | 1947         |        | BWP               |
| [ 2 ] |              | Victor Bocque                            | 1940         | 1944         |        | VNV               |
| 13    |              | Jozef Borreman (1899-1980)               | 1947         | 1952         |        | CVP               |
| 14    |              | Oscar Debunne (1921-2006)                | 1952         | 1956         |        | BSP               |
| 15    |              | Frans Blanckaert (1903-1981)             | 1956         | 1971         |        | BSP               |
| 16    |              | Marcel De Bisschop (1907-1991)           | 1971         | 1976         |        | CVP               |
| 17    |              | Louis D'Haeseleer (1911-1988)            | 1976         | 1982         |        | PVV               |
| 18    |              | Raymond Uyttersprot (1935-1987)          | 1982         | 1987         |        | CVP               |
| 19    |              | Maurice De Kerpel (1927-2013)            | 1987         | 1988         |        | CVP               |
| 20    |              | Annie De Maght (1943)                    | 1988         | 2006         |        | VLD               |
| 21    |              | Ilse Uyttersprot (1967-2020)             | 2007         | 2012         |        | CD&V              |
| 22    |              | Christoph D'Haese (1967)                 | 2013         | heden        |        | N-VA              |

## Tijdlijn
Brussels Hoofdstedelijk Gewest:
Anderlecht · 
Brussel

Vlaanderen:
Aalst · 
Aarschot · 
Antwerpen · 
 Asse · 
Beernem · 
Bertem · 
Blankenberge · 
Brugge · 
Damme · 
De Haan · 
De Panne · 
Deerlijk · 
Deinze · 
Eeklo · 
Evergem · 
Galmaarden · 
Geraardsbergen · 
Gent · 
Halle · 
Hasselt · 
Herent · 
Herk-de-Stad · 
Herzele · 
Heusden-Zolder · 
Houthalen-Helchteren · 
Ichtegem · 
Kaprijke · 
Knokke-Heist · 
Kortemark · 
Kortenberg · 
Kortrijk · 
Leuven · 
Lichtervelde · 
Lievegem · 
Lokeren · 
Maldegem · 
Mechelen · 
Moerbeke-Waas · 
Ninove · 
Oostende · 
Oostkamp · 
Poperinge · 
Roeselare · 
Ronse · 
Sint-Lievens-Houtem · 
Sint-Niklaas · 
Sint-Truiden · 
Temse · 
Tielt · 
Tienen · 
Tongeren · 
Torhout · 
Veurne · 
Waregem · 
Wellen · 
Wetteren · 
Wichelen · 
Zaventem · 
Zedelgem · 
Zele · 
Zonhoven · 
Zottegem

Wallonië: 
Charleroi · 
's-Gravenbrakel · 
Morlanwelz · 
Ophain-Bois-Seigneur-Isaac · 
Waver